# Campeonato Gaúcho de Futebol de 1931
O Campeonato Gaúcho de Futebol de 1931, foi a 11ª edição da competição no Estado do Rio Grande do Sul. Os campeões das regiões continuavam sendo reunidos para a disputa do título. A fase final do campeonato foi em Porto Alegre e o Grêmio foi o campeão.

## Participantes

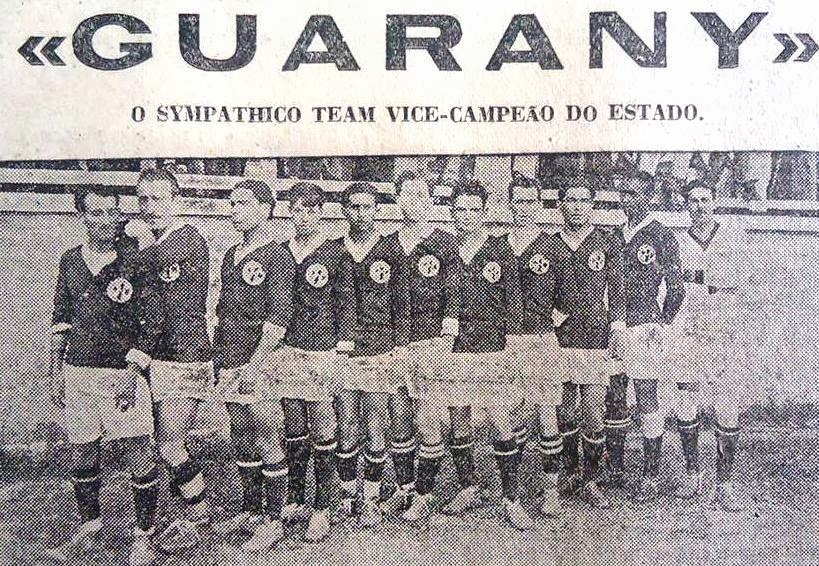
Guarani FC (Alegrete) 1931: segundo da esquerda: Moderato Wisintainer

| Equipe        | Cidade        | Classificação               | Participação |
| ------------- | ------------- | --------------------------- | ------------ |
| Brasil        | Pelotas       | Campeão da Região Litoral   | 3ª           |
| Grêmio        | Porto Alegre  | Campeão da Região Centro    | 8ª           |
| Guarani       | Alegrete      | Campeão da Região Fronteira | 3ª           |
| Novo Hamburgo | Novo Hamburgo | Campeão da Região Nordeste  | 2ª           |
| Riograndense  | Santa Maria   | Campeão da Região Serra     | 4ª           |

## Tabela

### Fase preliminar
| 17 de dezembro de 1931 | Grêmio                           | 2 – 0 | Novo Hamburgo | Chácara das Camélias, Porto Alegre (RS) |
|                        | Luiz Carvalho 52' · Nenê 78' (P) |       |               | Árbitro: Carlos Presser                 |

### Semifinais
| 20 de dezembro de 1931 | Grêmio                                                               | 7 – 2 | Riograndense | Eucaliptos, Porto Alegre (RS) |
|                        | Nenê 10' · Russo 21' · Foguinho 38' 46' · Artigas 56' 63' · Lacy 73' |       | Zeca 17'     | Árbitro: Ernani Di Lorenzi    |

- Grêmio: Lara; Dario e Sardinha I; Mabília, Poroto e Russo; Lacy, Artigas, Luiz Carvalho, Foguinho e Nenê.
- Riograndense-SM: Tatu; Faeco e Rico; Osório, Pedroso e Marques; Mario, João, Zeca, Cangica e Gomercindo.

| 25 de dezembro de 1931 | Guarani de Alegrete     | 2 – 1 | Brasil de Pelotas | Chácara das Camélias, Porto Alegre (RS) |
|                        | Janota 30' · Rômulo 72' |       | Eugênio 2'        | Árbitro: Henrique Maia Faillace         |

- Guarani de Alegrete: Baptista; Assumpção e Della Vega; Galego, Rafael e Alfeu; Janota, Manoelzinho, Basílio, Rômulo e Moderato.
- Brasil de Pelotas: Osório; João e Cruz; Mortosa, Nestor Pedroso e Barbosa; Salvador, Eugênio, Teotônio, Sulferino e Ivo.

### Final
| 27 de dezembro de 1931 | Grêmio                                     | 3 – 0 | Guarani de Alegrete | Eucaliptos, Porto Alegre (RS) |
| 17:40                  | Luiz Carvalho 55' · Lacy 60' · Artigas 65' |       |                     | Árbitro: Alfredo Zanini       |

|  | Grêmio | Guarani de Alegrete |

| GRÊMIO:                 |  |               |
|                         |  |               |
| G                       |  | Lara          |
| Z                       |  | Sardinha      |
| Z                       |  | Dario         |
| M                       |  | Mabília       |
| M                       |  | Poroto        |
| M                       |  | Russo         |
| A                       |  | Lacy          |
| A                       |  | Artigas       |
| A                       |  | Luiz Carvalho |
| A                       |  | Foguinho      |
| A                       |  | Nenê          |
| Treinador:              |  |               |
| Telêmaco Frazão de Lima |  |               |

| GUARANI DE ALEGRETE: |  |             |  |
|                      |  |             |  |
|                      |  |             |  |
| G                    |  | Baptista    |  |
| Z                    |  | Della Vega  |  |
| Z                    |  | Assumpção   |  |
| M                    |  | Galego      |  |
| M                    |  | Rafael      |  |
| M                    |  | Alfeu       |  |
| A                    |  | Janota      |  |
| A                    |  | Manoelzinho |  |
| A                    |  | Basílio     |  |
| A                    |  | Rômulo      |  |
| A                    |  | Moderato    |  |
| Treinador:           |  |             |  |
|                      |  |             |  |

| Gauchão 1931               |
| -------------------------- |
| Grêmio Campeão (4º título) |